# Gmina Hoçisht
Gmina Hoçisht (alb. Komuna Hoçisht) – gmina położona we wschodniej części Albanii. Administracyjnie należy do okręgu Devoll w obwodzie Korcza. W 2011 roku populacja gminy wynosiła 6 250 osób, 2 200 kobiet oraz 2 261 mężczyzn, z czego Albańczycy stanowili 91,35% mieszkańców, Grecy 2,42%. 
W skład gminy wchodzi dziesięć miejscowości: Hoçisht, Gracë, Baban, Stropan, Eçmenik, Përparimaj, Grapsh, Çipan, Borsh, Bradvicë.